# Калле Гальварссон
Калле Гальварссон (17 березня 1989 , Stora Kopparberg parishd, Даларна ) - шведський лижник, призер чемпіонатів світу, чемпіон світу серед юніорів.

## Спортивна кар'єра
Гальварссон взяв участь у п'яти чемпіонатах світу. На чемпіонатах світу 2013 та 2015 років він здобував срібні медалі в естафеті, а 2017 року - бронзову. Найкращі особисті результати - 6-ті місця на дистанції 15 км вільним стилем 2013 року та у скіатлоні 2015 року.
На зимових олімпійських іграх у Сочі Калле взяв участь лише в особистому спринті вільним стилем, де посів 17-те місце.
У Кубку світу Гальварссон дебютував 2009 року, у листопаді 2011 року вперше потрапив до трійки найкращих на етапі Кубка світу в естафеті. Загалом має у своєму доробку 19 потраплянь до трійки найкращих на етапах Кубка світу, п'ятнадцять з них в особистих перегонах і чотири - в командних. Найкраще досягнення Гальварссона в загальному заліку Кубка світу - 3-тє місце в сезоні 2014-2015.
Чемпіонат світу серед юніорів 2008 року в спринті.

## Результати за кар'єру
Усі результати наведено за даними Міжнародної федерації лижного спорту.

### Олімпійські ігри
| Рік  | Вік | 15 км індивідуальні пер. | 30 км скіатлон | 50 км мас-старт | Спринт | 4 × 10 км естафета | Командна першість спринт |
| ---- | --- | ------------------------ | -------------- | --------------- | ------ | ------------------ | ------------------------ |
| 2014 | 24  | —                        | —              | —               | 17     | —                  | —                        |
| 2018 | 28  | 9                        | НФ             | НФ              | 13     | 5                  | 4                        |

### Чемпіонати світу
- 3 medals – (2 silver, 1 bronze)

| Рік  | Вік | 15 км індивідуальні пер. | 30 км скіатлон | 50 км мас-старт | Спринт | 4 × 10 км естафета | Командна першість спринт |
| ---- | --- | ------------------------ | -------------- | --------------- | ------ | ------------------ | ------------------------ |
| 2013 | 23  | 7                        | 7              | —               | 7      | Срібло             | —                        |
| 2015 | 25  | 49                       | 6              | 24              | 13     | Срібло             | 9                        |
| 2017 | 27  | 10                       | 20             | —               | 9      | Бронза             | —                        |
| 2019 | 29  | 16                       | —              | 6               | 21     | 5                  | 4                        |
| 2021 | 31  | —                        | НФ             | —               | —      | —                  | —                        |

### Кубки світу

#### Підсумкові місця в Кубку світу за роками
| Сезон | Вік | Місце в дисципліні | Місце в дисципліні | Місце в дисципліні | Місце в Скі Тур | Місце в Скі Тур | Місце в Скі Тур | Місце в Скі Тур   | Місце в Скі Тур |
| Сезон | Вік | Загалом            | Дистанція          | Спринт             | Nordic Opening  | Тур де Скі      | Скі Тур 2020    | Фінал Кубка світу | Скі Тур Канада  |
| ----- | --- | ------------------ | ------------------ | ------------------ | --------------- | --------------- | --------------- | ----------------- | --------------- |
| 2009  | 19  | НК                 | НК                 | НК                 | Н/Д             | НК              | Н/Д             | 54                | Н/Д             |
| 2011  | 21  | 61                 | 82                 | 29                 | 51              | —               | Н/Д             | 30                | Н/Д             |
| 2012  | 22  | 47                 | 37                 | 51                 | 15              | —               | Н/Д             | 29                | Н/Д             |
| 2013  | 23  | 15                 | 18                 | 20                 | 15              | 14              | Н/Д             | 28                | Н/Д             |
| 2014  | 24  | 5                  | 17                 | 11                 | 6               | 8               | Н/Д             | 14                | Н/Д             |
| 2015  | 25  | 3                  | 4                  | 11                 | 6               | 3               | Н/Д             | Н/Д               | Н/Д             |
| 2016  | 26  | 80                 | 82                 | 49                 | —               | —               | Н/Д             | Н/Д               | —               |
| 2017  | 27  | 21                 | 22                 | 14                 | 5               | —               | Н/Д             | —                 | Н/Д             |
| 2018  | 28  | 13                 | 23                 | 10                 | 10              | НФ              | Н/Д             | 7                 | Н/Д             |
| 2019  | 29  | 15                 | 21                 | 15                 | 4               | 16              | Н/Д             | —                 | Н/Д             |
| 2020  | 30  | 19                 | 22                 | 17                 | 9               | 15              | НФ              | Н/Д               | Н/Д             |
| 2021  | 31  | 74                 | 51                 | 91                 | —               | НФ              | Н/Д             | Н/Д               | Н/Д             |

#### П'єдестали в особистих дисциплінах
- 3 перемоги – (3 ЕКС)
- 15 п'єдестали – (6 КС, 9 ЕКС)

| №  | Сезон   | Дата              | Місце пров.            | Перегони               | Рівень           | Місце |
| -- | ------- | ----------------- | ---------------------- | ---------------------- | ---------------- | ----- |
| 1  | 2013–14 | 29 грудня 2013    | Oberhof (Німеччина)    | 1,5 км спринт В        | Етап кубка світу | 1-ше  |
| 2  | 2013–14 | 14 березня 2014   | Falun (Швеція)         | 1,4 км спринт К        | Етап Кубка світу | 3-тє  |
| 3  | 2014–15 | 3 січня 2015      | Оберстдорф (Німеччина) | 4 км індивідуальні В   | Етап Кубка світу | 2-ге  |
| 4  | 2014–15 | 4 січня 2015      | Оберстдорф (Німеччина) | 15 км переслідування К | Етап Кубка світу | 3-тє  |
| 5  | 2014–15 | 8 січня 2015      | Добб'яко (Італія)      | 25 км переслідування В | Етап Кубка світу | 2-ге  |
| 6  | 2014–15 | 3–11 січня 2015   | Тур де Скі             | Заг. залік             | Кубок світу      | 3-тє  |
| 7  | 2016–17 | 26 листопада 2016 | Рука (Фінляндія)       | 1,4 км спринт К        | Кубок світу      | 2-ге  |
| 8  | 2016–17 | 2 грудня 2016     | Ліллегаммер (Норвегія) | 1,6 км спринт К        | Етап кубка світу | 1-ше  |
| 9  | 2016–17 | 3 грудня 2016     | Ліллегаммер (Норвегія) | 10 км індивідуальні В  | Етап кубка світу | 1-ше  |
| 10 | 2016–17 | 29 січня 2017     | Falun (Швеція)         | 30 км мас-старт К      | Кубок світу      | 3-тє  |
| 11 | 2017–18 | 24 листопада 2017 | Рука (Фінляндія)       | 1,4 км спринт К        | Етап кубка світу | 3-тє  |
| 12 | 2017–18 | 21 січня 2018     | Планиця (Словенія)     | 15 км індивідуальні К  | Кубок світу      | 3-тє  |
| 13 | 2017–18 | 27 січня 2018     | Зеефельд (Австрія)     | 1,4 км спринт В        | Кубок світу      | 3-тє  |
| 14 | 2017–18 | 17 березня 2018   | Falun (Швеція)         | 15 км мас-старт К      | Етап Кубка світу | 2-ге  |
| 15 | 2018–19 | 25 листопада 2018 | Рука (Фінляндія)       | 15 км індивідуальні К  | Кубок світу      | 3-тє  |

#### П'єдестали в командних дисциплінах
- 4 п'єдестали – (3 Ес, 1 КС)

| № | Сезон   | Дата              | Місце пров.          | Перегони                      | Рівень      | Місце | Тов. по команді                 |
| - | ------- | ----------------- | -------------------- | ----------------------------- | ----------- | ----- | ------------------------------- |
| 1 | 2011–12 | 20 листопада 2011 | Sjusjøen (Норвегія)  | Естафета 4 × 10 км К/В        | Кубок світу | 3-тє  | Гелльнер / Рікардссон / Ульссон |
| 2 | 2011–12 | 15 січня 2012     | Мілан (Італія)       | 6 × 1,4 км командний спринт В | Кубок світу | 2-ге  | Петерсон                        |
| 3 | 2012–13 | 20 січня 2013     | Ла-Клюза (Франція)   | Естафета 4 × 7,5 км К/В       | Кубок світу | 2-ге  | Рікардссон / Ульссон / Гелльнер |
| 4 | 2016–17 | 21 січня 2017     | Ульрісегамн (Швеція) | Естафета 4 × 7,5 км К/В       | Кубок світу | 2-ге  | Рікардссон / Ульссон / Гелльнер |